# Ḩasanābād-e Sanjābī
Ḩasanābād-e Sanjābī (persiska: حَسَنابادِ سَنجابی, حسن آباد سنجابی) är en ort i Iran.   Den ligger i provinsen Lorestan, i den nordvästra delen av landet, 400 km sydväst om huvudstaden Teheran. Ḩasanābād-e Sanjābī ligger 1 879 meter över havet och antalet invånare är 553.
Terrängen runt Ḩasanābād-e Sanjābī är kuperad västerut, men österut är den platt.Runt Ḩasanābād-e Sanjābī är det ganska tätbefolkat, med 56 invånare per kvadratkilometer. Närmaste större samhälle är Nūrābād, 7,4 km söder om Ḩasanābād-e Sanjābī. Trakten runt Ḩasanābād-e Sanjābī består till största delen av jordbruksmark.